# Voûte (comics)
La Voûte (« The Vault » en VO) est le surnom largement utilisé d'une ancienne prison de fiction présente dans l'univers Marvel de la maison d'édition Marvel Comics. Créée par les scénaristes Steve Englehart et Danny Fingeroth (en), le dessinateur Steve Ditko et l'éditeur Mark Gruenwald, la prison apparaît pour la première fois dans le comic book Avengers Annual #15 en 1986.
Le nom officiel complet de la prison est : Installation de sécurité maximale pour l’incarcération des criminels surhumains des États-Unis. Gérée par le gouvernement fédéral des États-Unis, la Voûte a été conçue pour contenir des criminels surhumains ayant des pouvoirs basés sur la technologie (principalement des super-vilains).
Située dans un endroit secret proche des Rocky Mountain au Colorado, la Voûte fut la première prison fédérale spécifiquement consacrée à la détention de criminels surhumains, devant remplacer les quartiers de haute sécurité des autres prisons du pays, comme le Raft à Rikers Island. Elle figure en bonne place dans le crossover Marvel Acts of Vengeance en 1990.
La prison fut cependant définitivement fermée après avoir été largement détruite dans le comic book Heroes for Hire (vol. 1) #1 en février 1997.

## Individus notables incarcérés à la Voûte
(janvier 2018).
- Angar le cri
- Armadillo[3]
- Bullet[4]
- Cactus
- Controller
- Corruptor[5]
- Crossfire[6]
- Eel
- Electro
- Flying Tiger
- Force of Nature :
  - Aqueduct
  - Skybreaker
  - Terraformer
- Frenzy
- Gargantua
- Goliath
- Gorilla-Man II
- Green Goblin
- Grey Gargoyle[4]
- Griffin
- Homme-taureau[7]
- Hydro-Man
- Klaw
- L'Homme-Absorbant
- Mad Thinker[8]
- Mandrill[9]
- Mentallo
- Mr. Fear (Alan Fagan)[6]
- Mister Hyde[4]
- Molten Man
- Moonstone
- Nekra
- Orka
- Powderkeg[4]
- Quill
- Radioactive Man
- Recorder
- Rhino[4]
- Scarecrow
- Shrunken Bones
- Screaming Mimi
- Speed Demon
- Starstealth :
  - Major Kalum Lo
  - Bo’Sun Stug-Bar
  - Zamsed
- Super-Skrull
- Tarantula
- Titania[7]
- U-Foes[9] :
  - Ironclad
  - Vapor
  - X-Ray
- Vance Astrovik
- Venom
- Wizard
- Vermin
- Warlord Krang
- Les Démolisseurs :
  - Piledriver
  - Thunderball[4]
  - Wrecker
- Yetrigar